# Pierre Brunet (aviron)
Pour les articles homonymes, voir Pierre Brunet et Brunet.
Pierre Brunet est un rameur français né le 27 février 1908 à Lyon et mort dans cette même ville le 12 mai 1979.

## Biographie
Pierre Brunet dispute avec Anselme Brusa et André Giriat l'épreuve de deux avec barreur aux Jeux olympiques d'été de 1932 à Los Angeles et remporte la médaille de bronze.
Le trio est également champion d'Europe de deux avec barreur en 1931 à Paris.